# 尼氏歐白魚
尼氏歐白魚（学名：Alburnus neretvae）為輻鰭魚綱鯉形目雅羅魚科歐白魚屬的其中一種，分布於歐洲克羅埃西亞及波士尼亞內雷特瓦河流域，體長可達11.9公分，棲息在溪流底中層水域，生活習性不明。

## 扩展阅读
維基物種上的相關：尼氏歐白魚